# Анрі Етьєн Сент-Клер Девіль
Анрі Етьєн Сент-Клер Девіль (фр. Henri Étienne Sainte-Claire Deville), (11 березня 1818, — 1 липня 1881,) — французький хімік, професор Сорбонни, член Французької академії наук. 1854 року розробив перший промисловий спосіб отримання алюмінію, в 1855—1859 роках — кілька методів очистки платини, з 1857 досліджував термічну дисоціацію. 1872 роre приготував сплав платини та іридію, з якого 1889 року був виготовлений перший еталон метра (зараз не використовується) та еталон кілограма, який використовується й дотепер.

## Життєпис
Анрі Девіль народився 11 березня 1818 року на острові Сент-Томас у данській Вест-Індії, де його батько, судновласник, був французьким консулом. У десятирічному віці Анрі разом із старшим на чотири роки братом Шарлем покинули батьківський дім і відправилися в Європу, в Париж, щоб здобути освіту. У Парижі він з братом  навчався в коледжі Sainte-Barbe. Після навчання в коледжі Анрі продовжив здобувати освіту в Паризькому факультеті наук, де вивчав медицину, а також захопився хімією, слухаючи курси хіміка Луї Жака Тенара. У своїй першій лабораторії на горищі він проводив дослідження скипидару, який став темою його дисертації, і Толуанського бальзаму.

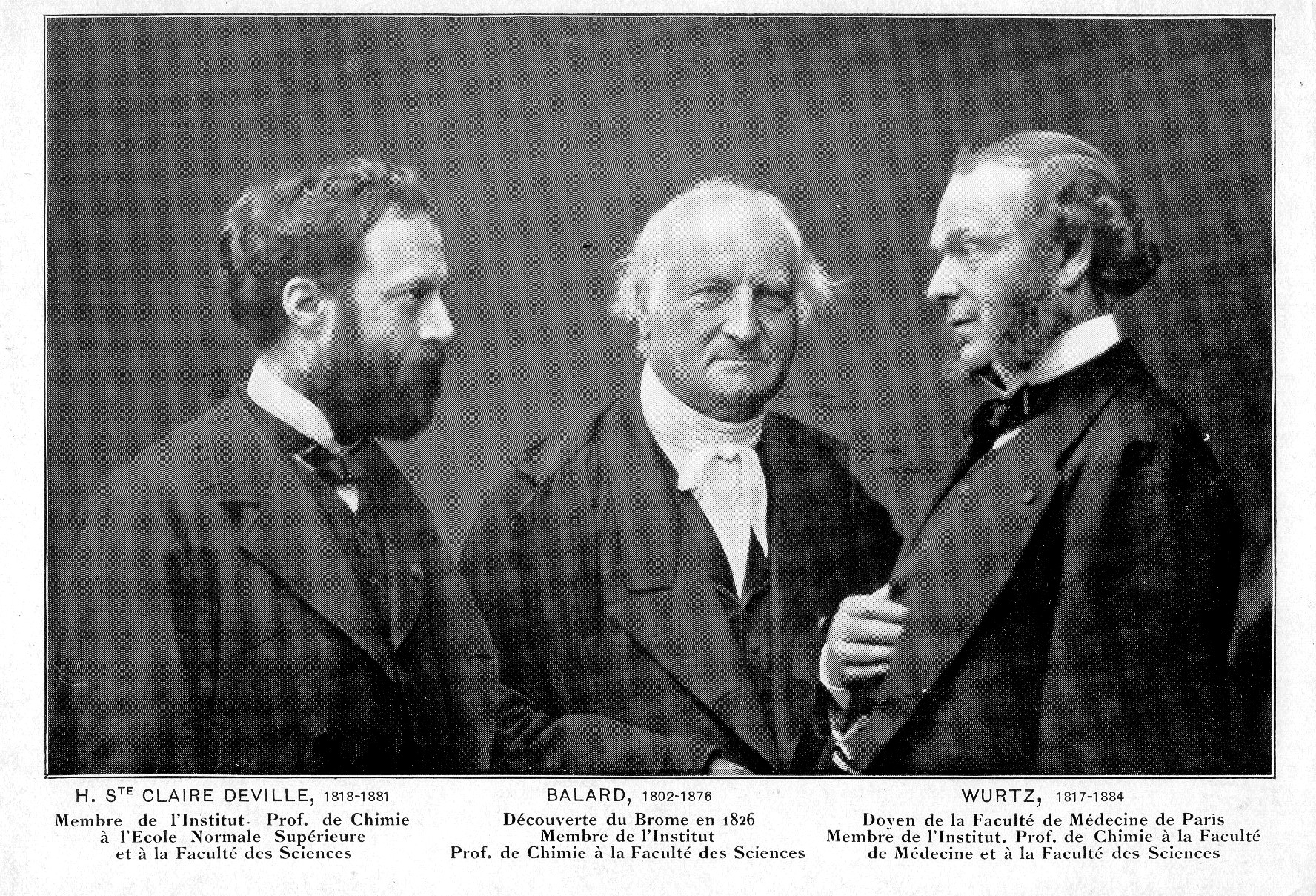
Анрі Етьєн Сент-Клер Девіль, Антуан-Жером Балар та Шарль Адольф Вюрц, 1860 рік

1841 року Девіль відкрив толуол. 1844 року отримав два докторські ступені, один з медицини та інший з природничих наук, і його призначили організувати новий природничий факультет у Безансоні, де він виконував обов'язки декана та професора хімії з 1845 по 1851 рік. Там він розробив новий процес аналізу води з річки Ду, виділив безводну азотну кислоту шляхом пропускання хлору над нітратом срібла. Це відкриття принесло йому першу славу в європейському науковому світі. Після повернення до Парижу 1951 року, у віці 33 років його призначили викладачем хімії у Вищій нормальній школі, де він замінив Антуан-Жерома Балара. 1859 року він став професором Сорбонни.

### Родина
Батьки Анрі Девіля: Луї-Жозеф Сент-Клер Девіль (1779 — 1825) і  Шарлотта Дювів'є де Фонтеней.
Анрі мав двох братів ( Луї Жозефа, Шарля Жозефа) та дві сестри (Марі Луїза, Марі Роуз).
Одружився 1842 року з Сесіль Жирод де л'Ен (1821-1919), з якою у щасливому шлюбі виховали п'ять синів: Генрі Фелікса (директор державних підприємств),
Еміля Луї (інженер), Жоржа (підполковник піхоти), Шарля Фелікса (підполковника кавалерії), Шарля Етьєна (генерал майора).
Анрі Етьєн Сент-Клер Девіль помер 1 липня 1881 року в Булонь-сюр-Сен. Похований у Парижі на цвинтарі Пер-Лашез.

## Науково-виробнича діяльність

### Виробництво алюмінію

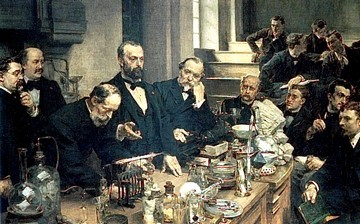
Лекція Анрі Девіля про алюміній у Вищій нормальній школі. (Картина Léon Augustin Lhermitte, 1890)

Під час викладання у Вищій нормальній школі Анрі Девіль досліджував властивості кремнію, магнію та алюмінію. Для отримання алюмінію він повторив експеримент Фрідріха Велера, якому вдалося виготовити мізерну кількість алюмінію відновним методом Берцеліуса, змішуючи хлорид алюмінію з металічним калієм. Продуктивність методу зросла, коли Девіль замінив калій натрієм, проте, натрій мав більшу вартість. У ході тривалих й напружених досліджень метод був удосконалений спочатку змішуванням хлоридів натрію та алюмінію, пізніше, застосувавши кріоліт — {\displaystyle {\ce {Na3AlF6}}}. 1854 року Анрі Девіль зробив перше повідомлення про виробництво алюмінію на засіданні Французької академії наук, а 18 липня 1855 року в заводських умовах за цим удосконаленим методом був отриманий перший зливок алюмінію. За один виробничий цикл отримували зливки масою 6 — 8 кг. Попри удосконалення процесу вартість алюмінію на багато перевищувала вартість золота: 30 000 франків за кілограм. Із першого зливка була виготовлена медаль, за наполяганням Девіля з іменем Велера і роком отримання ним алюмінію — 1827, яку урочисто вручили Велеру на засіданні Французької академії наук. Перші злитки стали експонатами Всесвітньої виставки у Парижі 1855 року.
1859 році на заводі було вироблено 500  кг алюмінію, призначеного в основному для ювелірних виробів. 1860 року Девіль замінив для виробництва глинозему кріоліт з Ісландіїна бокситом і розробив процес, відомий як процес Девіля, для вилучення глинозему з руди. У процесі вдосконалення виробництва алюмінію він опрацював метод виробництва натрію, унаслідок чого вартість цього металу впала з 1000 франків за кілограм до 10 франків/кг. 1859 року Анрі Девіль опублікував книгу про алюміній, у якій передбачив успішні перспективи використання цього металу.
Хімічний процес  виробництва алюмінію за способом Сент-Клера Девіля розвивався до 1886 року, поки Поль Еру та Чарльз Голл не відкрили продуктивніший електролітичний процес.

## Визнання
1855 року Жан-Батист Дюма мав намір висунути його кандидатуру в члени Французької Академії наук за створення промислового методу виробництва алюмінію. Проте, Анрі категорично не погодився, вважаючи неетичним стати членом Академії попереду брата Шарля, який на його думку, зробив більший внесок у науку (геологію), ніж він. Тільки після того, як його брат Шарль Сент-Клер Девіль 1857 року став академіком, погодився на обрання. 1961 року Анрі Етьєн Сент-Клер Девіль був обраний у члени Французької Академії наук.

## Основні наукові публікації
- M. H. Sainte-Claire Deville. De l'aluminium et de ses combinaisons chimiques // Comptes Rendus de l’Académie des sciences. — 1854. — 24 березня. — С. 279-281.
- M. H. Sainte-Claire Deville. Mémoire sur la fabrication du sodium et de l'aluminium // Annales de chimie et de physique. — 1856. — Т. 46 (24 березня). — С. 415-458.
- M. H. Sainte-Claire Deville. De l'aluminium, ses propriétés, sa fabrication et ses applications. — Paris : Mallet-Bachelier, 1859. — Vol. 1. — 176 p.
- M. H. Sainte-Claire Deville, M. H. Debray. De la métallurgie du platine et des métaux qui l'accompagnent. — Paris : Dunod, 1861. — 131 p.